# Фінансово-правовий ліцей КНУ
Фінансово-правовий ліцей (ФПЛ) — це навчально-виховний заклад нового типу, який надає повну загальну середню освіту з поглибленим вивченням правових та економічних дисциплін. У Ліцеї викладаються такі спеціальні навчальні дисципліни: правознавство, права людини, енциклопедія права,  основи економіки, фінансів,  спецкурси з основ менеджменту, психології, риторики, історії України в особах.

## Загальні засади
Фінансово-правовий ліцей – це освітній заклад нового типу, який надає повну загальну середню освіту, здійснює профільне навчання та довузівську професійну підготовку, а також забезпечує всебічний розвиток дитини як особистості, її нахилів, здібностей, талантів, професійне самовизначення, формування загальнолюдської моралі, засвоєння визначеного суспільними, національно – культурними потребами обсягу знань про природу, людину, суспільство і виробництво, екологічне виховання та фізичне вдосконалення. Під профільним навчанням та довузівською підготовкою розуміється викладання, виховання та закріплення в учнів ліцею, за рамками програми загальної середньої освіти, знань, навичок, здібностей базового фінансово – правового характеру, які забезпечували б ліцеїстам по рівню освіти та знань можливість, перш за все, продовжити навчання в Фінансово-правовому коледжі, КНУ ім. Т. Шевченка або в інших навчальних закладах відповідного профілю. У ліцеї навчаються учні 5—11 класів. Прийом здійснюється на конкурсній основі.

## Мови, що вивчаються у ліцеї
Учні мають можливість вивчати кілька іноземних мов: 
- англійську мову (основна),
- китайську .

## Випускники
За 28 років наш Фінансово – правовий ліцей закінчило 2127 випускники. Серед них 125 – нагороджені золотою, 84 – срібною медалями.

## Інформація приймальної комісії
Ліцей здійснює набір учнів в 5,6,7,8,9,10  класи, . Конкурсні випробування для учнів, які вступають до Ліцею, проводяться у формі співбесіди .

## База ліцею
Фінансово-правовий ліцей має:
- затишні класи з високоякісною технікою для навчання;
- медичний пункт;
- обладнані коридори для відпочинку на перервах(можна зручно відпочити на диванах;
- наукову бібліотеку;
- висококваліфікованих викладачів;
- комп'ютерний клас.

## Документи для вступу
- заява на ім'я директора ліцею;
- документ про освіту (табель або свідоцтво про базову загальну середню освіту з додатком);
- медична довідка форма 086-У;
- копія свідоцтва про народження;
- 4 фотокартки розміром 3x4 см.

## Форма одягу
Вільна